# Kheri (distrikt)

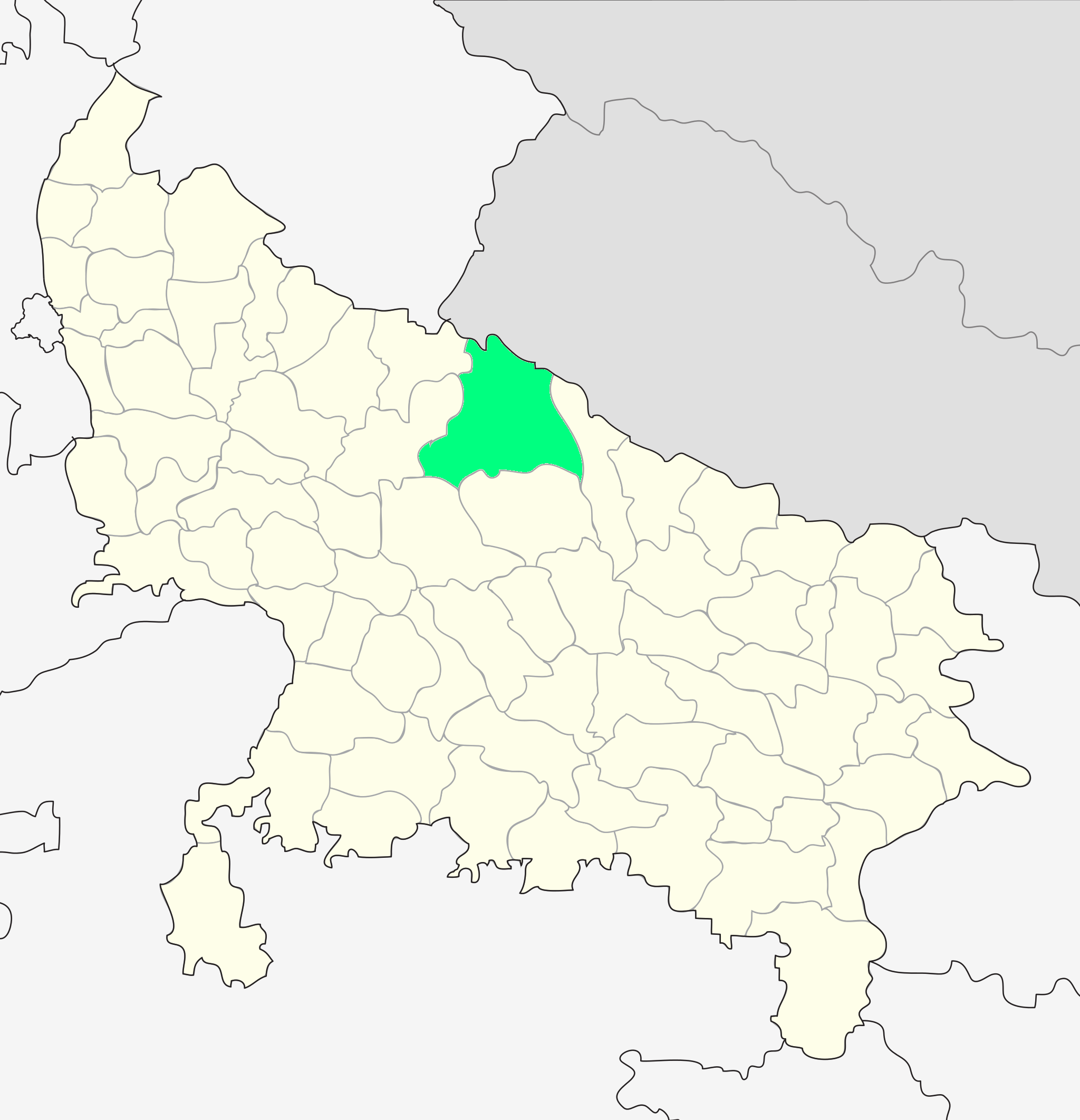
Karta

Kheri (eller Lakhimpur-Kheri) är den till ytan största distriktet i den indiska delstaten Uttar Pradesh, och hade 3 207 232 invånare år 2001 på en yta av 7 680 km². Det gör en befolkningsdensitet på 417,6 inv/km². Den administrativa huvudorten är staden Lakhimpur. De största religionerna är hinduism (77,41 %) och islam (19,10 %).

## Administrativ indelning
Distriktet är indelat i fem kommunliknande enheter, tehsils:
- Dhaurahara, Gola Gokaran Nath, Lakhimpur, Mohammadi, Nighasan

## Städer
Distriktets städer är huvudorten Lakhimpur samt Barwar, Dhaurahara, Gola Gokarannath, Kheri, Mailāni, Mohammadi, Oel Dhakwa, Palia Kalan och Singahi Bhiraura. 
Urbaniseringsgraden låg på 10,77 procent år 2001.